# 大福克斯国际机场
大福克斯国际机场 （英語：Grand Forks International Airoprt）是北达科他州，大福克斯县的一个公用机场，这个机场并没有任何国际性定期载客航班却拥有一个国际机场的称号，这是因为它所服务的旅客以及私人飞机有许多是由加拿大以及其他国家飞来的。
这个机场又被称为马克·安德鲁国际机场，以从北达科他州的美国前众议院及参议院马克·安德鲁命名，从属于大福克斯机场当局。
2009年，这座机场的塔台繁忙程度排名23位，共指挥了346,165架飞机起落，其中百分之九十的飞机是属于北达科他州大学的航空学校。这座航空学习以大福克斯机场为基地。这个机场也提供少量的客运及货运服务。

## 航空公司与目的地
| 航空公司     | 目的地                           |
| ------------ | -------------------------------- |
| 忠实航空     | 拉斯维加斯-麦卡伦, 菲尼克斯-梅萨 |
| 达美连接航空 | 明尼阿波利斯-圣保罗              |